# Hexenturm (Oberderdingen)

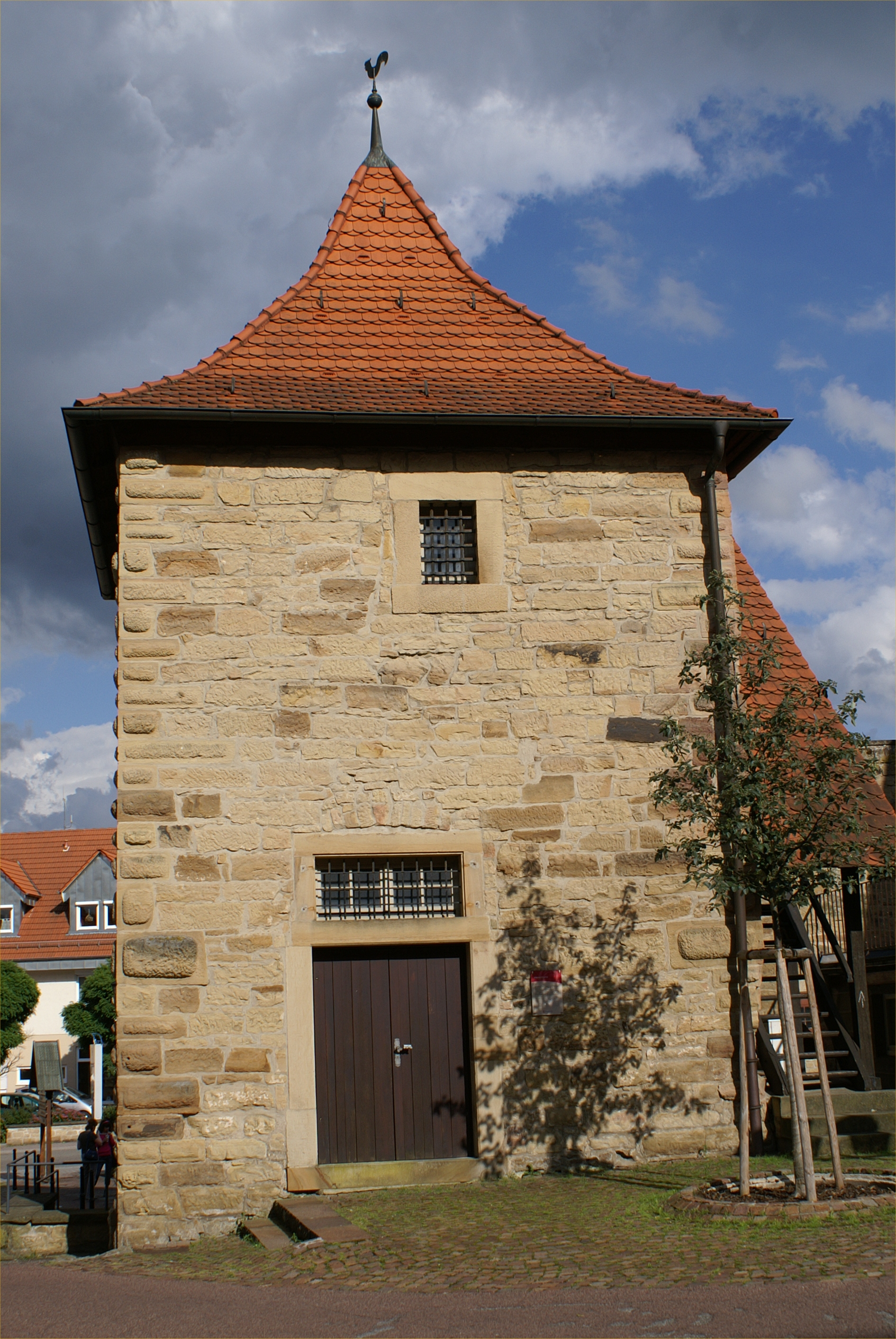
Hexenturm in Oberderdingen

Der sogenannte Hexenturm in Oberderdingen, einer Stadt  im Landkreis Karlsruhe in Baden-Württemberg, ist ein Turm der ehemaligen Befestigungsanlage des Amthofs Oberderdingen. Das Gebäude ist ein geschütztes Kulturdenkmal.

## Geschichte
Von den ursprünglich vier Türmen des Amthofs in Oberderdingen ist nur noch der sogenannte Hexenturm erhalten. Er wurde wohl in der ersten Hälfte des 15. Jahrhunderts erbaut und besteht aus Buckelquadern. Da hier zur Zeit der Hexenverfolgungen verdächtige Personen eingesperrt waren, wurde der Name Hexenturm gebräuchlich.

## Heutige Nutzung
Nach der Renovierung des Turms wurde eine Ausstellung über den Oberderdinger Amthof dort untergebracht.